# Ilario (conduttore radiofonico)
Ilario, all'anagrafe Ilario Albertani, noto anche con lo pseudonimo di Roberto Lezzi (Breno, 31 agosto 1973), è un disc jockey e conduttore radiofonico italiano.
Attivo dal 1991 al 2007, ha condotto trasmissioni radiofoniche per Radio Company, Radio Italia Network e Radio Deejay, presentando anche trasmissioni musicali su Rete A - All Music. Attualmente conduce su Radiom2o dal lunedì alle venerdì dalle 14 alle 17, mentre nel weekend è in onda con la m2o chart.

## Biografia
Ha esordito come speaker radiofonico sulla radio bergamasca Radio Number One, ricevibile in tutto il nord Italia, per poi passare nel 1994 a Radio Company. Il debutto a livello nazionale è avvenuto nel 1997 su Radio Italia Network, dove ha condotto per tre anni la popolare classifica Los cuarenta e la trasmissione Sonar.
Nel 2000 è approdato infine a Radio Deejay, abbandonando il suo nome d'arte Roberto Lezzi per utilizzare semplicemente il suo nome anagrafico, Ilario. Qui ha condotto le trasmissioni del weekend Ultraweekend e Megajay (con Claudia Cassani), Deejay Compilation, Collezione privata, Ciao a tutti (da Ilario) (titolo che riprendeva il modo suo tipico di salutare gli ascoltatori) e l'estivo Spiagge, condotto insieme a Paoletta.
Ha inoltre partecipato al rilancio di Rete A, che in quel periodo stava diventando gradualmente All Music; condusse così il programma pomeridiano Nuovo da Viva e, in seguito, Music Meeting, Music Contest e, infine, Extra. Sempre per la televisione, ha partecipato al progetto di Italia 1 Unodiuno, e ha prestato la sua voce per i servizio del programma pomeridiano condotto da Daniele Bossari Wozzup?.
Ha partecipato inoltre al film di Radio Deejay Natale a casa Deejay, uscito nel 2004.
Le ultime trasmissioni da lui condotte su Radio Deejay sono state il quotidiano del pomeriggio Play Deejay, in coppia con Laura Gauthier, e 50 Songs, classifica dei brani più trasmessi dall'emittente. Si è ritirato dal mondo della radiofonia nell'estate del 2007, intraprendendo la carriera di imprenditore nell'azienda di famiglia.
Il 29 marzo 2019, dopo oltre dieci anni di assenza dal mondo radiofonico, è stato annunciato il suo ritorno in radio come speaker della rinnovata m2o sotto la direzione artistica di Albertino, dove conduce la fascia oraria del primo pomeriggio (dalle 14 alle 17).

## Radio
- Los cuarenta (Radio Italia Network, 1997-2000)
- Sonar (Radio Italia Network, 1997-2000)
- Ultraweekend (Radio Deejay, 2000-2002)
- Megajay (Radio Deejay, 2001-2002)
- Spiagge (Radio Deejay, 2002)
- Deejay compilation (Radio Deejay, 2002-2003)
- Ciao a tutti (da Ilario) (Radio Deejay, 2003)
- Play Deejay (Radio Deejay, 2003-2005)
- 50 Songs (Radio Deejay, 2003-2007)
- Collezione privata (Radio Deejay, 2005-2006)
- 14-17, dal lunedì al venerdì e m2o chart, il sabato e la domenica (Radiom2o, 2019 - in corso)

## Televisione
- Wozzup? (Italia 1, 2000-2001)
- Unodiuno (Italia 1, 2001)
- Nuovo da Viva (Rete A All Music, 2002)
- Music Meeting (Rete A All Music, 2002)
- Music Contest (Rete A All Music, 2004)
- Extra (Rete A All Music, 2004)

## Filmografia
- Natale a casa Deejay, regia di Lorenzo Bassano (2004)